# Platycoryne
Platycoryne là một chi thực vật có hoa trong họ, Orchidaceae.